# Miomoptera
Miomoptera је ред изумрлих крилатих инсеката дикутабилне филогенетске позиције. Морфолошке карактеристике смештају овај ред близу групе Paraneoptera и могуће је да су управо Miomoptera предачка линија целе ове групе. На основу остатака адулата може се закључити да су живели на отвореним стаништима и хранили се поленом и шишаркама голосеменица.

## Списак родова
фамилија 
род 
род 
род 
род 
фамилија 
род 
фамилија 
род 
род 
род 
род 
род 
род 
фамилија 
род 
род 
род 